# Grand-Prix-Saison 1909
Ursprünglich war auch in der Motorsport-Saison 1909 ein Grand Prix de l’ACF geplant gewesen. Mangels Interesse der europäischen Automobilindustrie an einer Beteiligung musste der Automobile Club de France jedoch schließlich auf die Durchführung des Rennens verzichten.
Es fanden drei bedeutende Rennen statt, zwei davon in den USA. In Europa war die Targa Florio auf Sizilien von internationaler Bedeutung.

## Rennkalender
| Datum  | Rennen             | Strecke                       | Sieger                                    | Statistik |
| ------ | ------------------ | ----------------------------- | ----------------------------------------- | --------- |
| 02.05. | Targa Florio       | Grande circuito delle Madonie | Francesco Ciuppa (SPA)                    | Statistik |
| 02.07. | Dick Ferris Trophy | Santa Monica Road Race Course | Harris Hanshue (Apperson)                 |           |
| 30.10. | Vanderbilt Cup     | Long Island Motor Parkway     | Harry Grant (American Locomotive Company) | Statistik |